# 킴 콜
킴 콜(덴마크어: Kim Kold, 1965년 8월 25일 ~ )은 덴마크의 보디빌더 배우이다. 영화 《분노의 질주: 더 맥시멈》에 출연했다.

## 작품 목록
- 분노의 질주: 더 맥시멈 - 클라우스 역
- 스타트렉 비욘드
- 6 언더그라운드 - 다키크 역